# Medaile 25. výročí Bulharské lidové armády
Medaile 25. výročí Bulharské lidové armády (bulharsky: «25 ГОДИНИ БЪЛГАРСКА НАРОДНА АРМИЯ») bylo vyznamenání Bulharské lidové republiky založené roku 1968.

## Historie a pravidla udílení
Medaile byla založena usnesením Národního shromáždění č. 548 ze dne 11. července 1968. Udělena byla předním představitelům Bulharské lidové armády. Dále ji obdrželi příslušníci armády, kteří v ní sloužili minimálně po dobu deseti let a také ti, kteří se o bulharskou armádu zasloužili svou tvrdou prací. Obdrželo ji i několik civilních pracovníků armády a důstojníků v záloze. Navíc jí bylo vyznamenáno i několik cizinců za posílení obranné moci Bulharské lidové armády.

## Insignie
Medaile měla pravidelný kulatý tvar o průměru 34 mm. Vyrobena byla z mosazi. Uprostřed byla červeně smaltovaná pěticípá hvězda. Na hvězdu byl položen zlatý vavřínový věnec, který měl ve své spodní části nápis 25 г. БНА (25 let BLA). Uvnitř věnce byly dva zkřížené meče položené na smaltovaném pozadí v barvách bulharské vlajky. Nad zkříženými meči byl zlatý bulharský lev. Na zadní straně byl nápis v cyrilici 25 ГОДИНИ БЪЛГАРСКА НАРОДНА АРМИЯ (25 let Bulharské lidové armády). Ve spodní části byly dva letopočty 1944–1969 po jejichž stranách byly stylizované dubové větvě.
Stuha byla tvořena třemi stejně širokými pruhy v barvách bílé, červené a bílé, které byly při obou okrajích lemovány úzkými pruhy zelené barvy. Použitými barvami tak odpovídala bulharské vlajce. Stuha pokrývala kovovou destičku ve tvaru pětiúhelníku. Destička byla k medaili připojena jednoduchým kroužkem.
Medaile se nosila nalevo na hrudi.